# Genevieve Gaunt

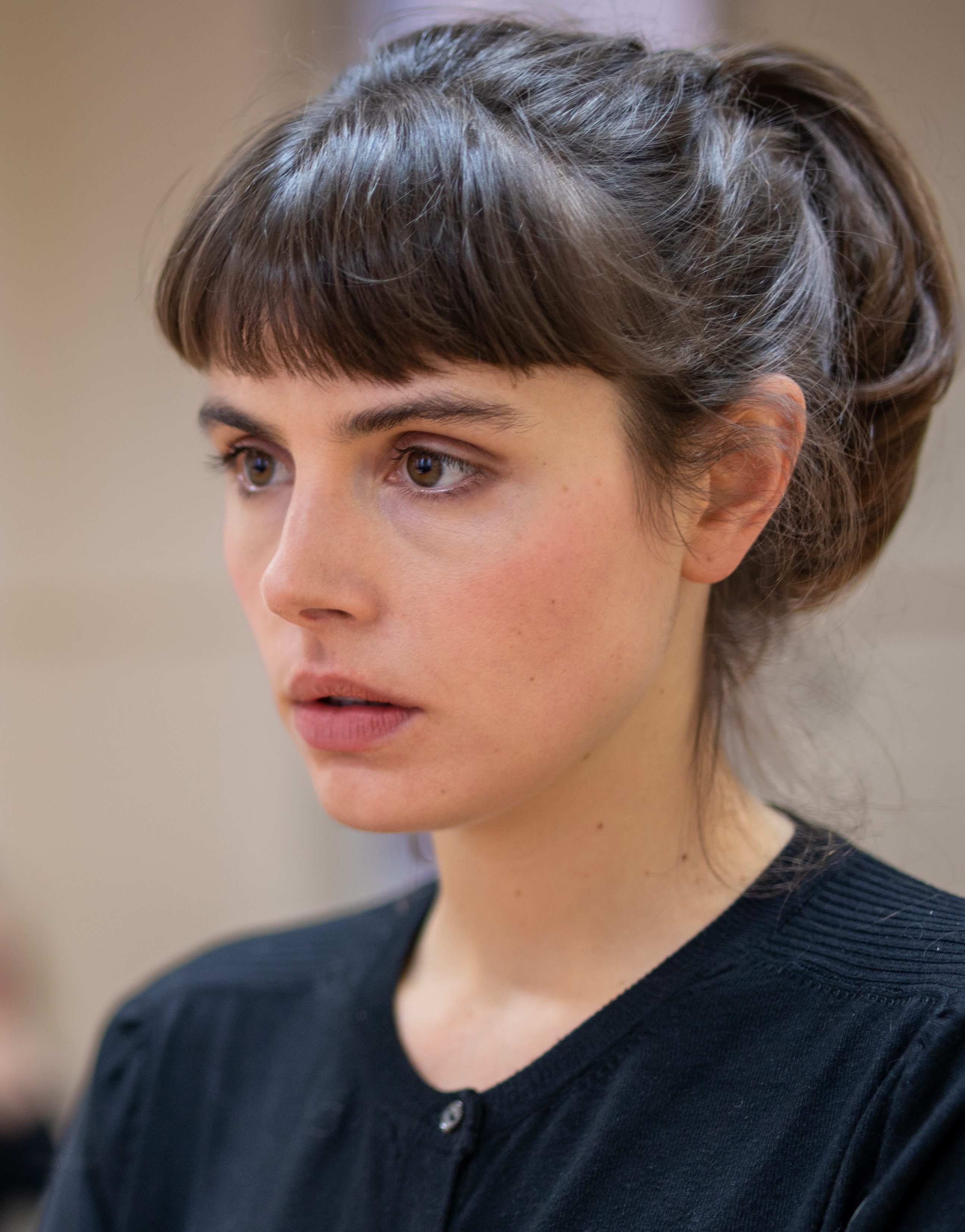
Genevieve Gaunt (2022)

Genevieve Gaunt (* 13. Januar 1991 in London) ist eine britische Schauspielerin.

## Leben
Genevieve Gaunt ist die Tochter der Schauspieler Fiona Gaunt und Frederik de Groot. Sie besuchte die Godolphin und die Latymer School in London. Im Jahr 2013 schloss sie ihr Studium an der Universität Cambridge ab.
Sie moderiert einen Podcast namens The Cupid Couch.

## Filmografie (Auswahl)
- 2004: Harry Potter und der Gefangene von Askaban (Harry Potter and the Prisoner of Azkaban)
- 2008: Heartbeat (Fernsehserie, Episode 17x15)
- 2008: Lost in Austen (Miniserie, Episode 1x03)
- 2009: Land Girls (Fernsehserie, Episode 1x05)
- 2014: Die Augen des Engels (The Face of an Angel)
- 2015: Father Brown (Fernsehserie, Episode 3x02)
- 2015–2018: The Royals (Fernsehserie, 25 Episoden)
- 2016: Kids in Love
- 2016: Dusty and Me
- 2018: Vor uns das Meer (The Mercy)
- 2019: Knightfall (Fernsehserie, 8 Episoden)
- 2024: Arthur's Whisky
- 2024: Strictly Confidential